# Mikko Viitasalo
Mikko Uljas Kustaa Viitasalo, född 3 juli 1942 i Helsingfors, är en finländsk fysiker.
Viitasalo blev filosofie doktor 1973 på en avhandling inom experimentell kärnfysik. Han var 1967–1969 läroverkslärare och 1968–1972 assistent vid Helsingfors universitet. Han verkade 1972–1983 som generalsekreterare för försvarets vetenskapliga delegation, 1984 som byråchef vid försvarsministeriet samt som forskningschef och professor vid Militärvetenskapliga institutet 1984–1985, vid Krigshögskolan 1985–1992 samt Försvarshögskolan 1993–2006.
Viitasalo har innehaft flera förtroendeuppdrag; var bland annat 1987–1988 styrelsemedlem och 1989–1992 ordförande i Professorsförbundet samt 1995–1999 ordförande för Akava. Han har skrivit artiklar som behandlat  utrikes- och säkerhetspolitik. 